# Ornipholidotos bitjeensis
Ornipholidotos bitjeensis är en fjärilsart som beskrevs av Henry Stempffer 1957. Ornipholidotos bitjeensis ingår i släktet Ornipholidotos och familjen juvelvingar. Inga underarter finns listade i Catalogue of Life.